# Ligue 1 2023-2024 (Senegal)
La Ligue 1 2023-2024 è stata la 61ª edizione della massima divisione del campionato di calcio del Senegal e la 16ª sotto questa denominazione. Il campionato sarebbe dovuto iniziare il 21 ottobre, ma è stato rimandato al 28 ottobre 2023 ed è terminato l'8 giugno 2024.
Il Génération Foot è la squadra campione in carica, avendo vinto il suo terzo titolo nazionale nella stagione precedente.

## Stagione

### Novità
Al termine della scorsa stagione sono state retrocesse in Ligue 2 Douanes e CNEPS Excellence, ultime due classificate del campionato. Al loro posto sono state promosse Jamono Fatick e Ouakam, prime due classificate della Ligue 2.

### Formula
Le 14 squadre partecipanti giocano un girone all'italiana con partite di andata e ritorno, per un totale di 26 giornate. Al termine della stagione, la prima classificata è campione del Senegal e si qualifica per la CAF Champions League 2024-2025, mentre la seconda classificata si qualifica per la Coppa della Confederazione CAF 2024-2025. Le ultime due classificate sono retrocesse invece in Ligue 2. 

## Squadre partecipanti
| Squadra          | Città       | Stagione precedente  |
| ---------------- | ----------- | -------------------- |
| Casa Sports      | Ziguinchor  | 2° in Ligue 1        |
| Dakar Sacré-Cœur | Dakar       | 9° in Ligue 1        |
| Diambars         | Saly        | 4° in Ligue 1        |
| Génération Foot  | Dakar       | Campione del Senegal |
| Gorée            | Dakar       | 8° in Ligue 1        |
| Guédiawaye       | Dakar       | 3° in Ligue 1        |
| Jamono Fatick    | Fatick      | Ligue                |
| Jaraaf           | Dakar       | 5° in Ligue 1        |
| La Linguère      | Saint-Louis | 11° in Ligue 1       |
| Ouakam           | Dakar       | Ligue 2              |
| Pikine           | Pikine      | 10° in Ligue 1       |
| Sonacos          | Kaolack     | 7° in Ligue 1        |
| Stade de Mbour   | M'bour      | 12° in Ligue 1       |
| Teungueth        | Dakar       | 6° in Ligue 1        |

## Classifica
|                    | Pos. | Squadra          | Pt | G  | V  | N  | P  | GF | GS | DR  |
| ------------------ | ---- | ---------------- | -- | -- | -- | -- | -- | -- | -- | --- |
| Senegal (bandiera) | 1.   | Teungueth        | 50 | 26 | 14 | 8  | 4  | 31 | 18 | +13 |
|                    | 2.   | Diaraf           | 45 | 26 | 11 | 12 | 3  | 28 | 13 | +15 |
|                    | 3.   | Dakar Sacré-Cœur | 41 | 26 | 10 | 11 | 5  | 29 | 15 | +14 |
|                    | 4.   | Guédiawaye       | 40 | 26 | 9  | 13 | 4  | 27 | 23 | +4  |
|                    | 5.   | Pikine           | 38 | 26 | 9  | 11 | 6  | 20 | 14 | +6  |
|                    | 6.   | Sonacos          | 33 | 26 | 7  | 12 | 7  | 16 | 16 | 0   |
|                    | 7.   | Gorée            | 32 | 26 | 7  | 11 | 8  | 15 | 17 | -2  |
|                    | 8.   | Jamono Fatick    | 31 | 26 | 8  | 7  | 11 | 25 | 25 | 0   |
|                    | 9.   | La Linguère      | 31 | 26 | 6  | 13 | 7  | 13 | 17 | -4  |
|                    | 10.  | Ouakam           | 30 | 26 | 7  | 9  | 10 | 22 | 25 | -3  |
|                    | 11.  | Génération Foot  | 29 | 26 | 6  | 11 | 9  | 15 | 24 | -9  |
|                    | 12.  | Casa Sports      | 27 | 26 | 7  | 6  | 13 | 18 | 29 | -11 |
|                    | 13.  | Stade de Mbour   | 25 | 26 | 4  | 13 | 9  | 18 | 23 | -5  |
|                    | 14.  | Diambars         | 21 | 26 | 4  | 9  | 13 | 25 | 43 | -18 |

Legenda
      Campione del Senegal e ammessa alla CAF Champions League 2024-2025.
      Ammessa alla Coppa della Confederazione CAF 2024-2025.
      Retrocessa in Ligue 2 2024-2025.
Note:
Tre punti a vittoria, uno a pareggio, zero a sconfitta.